# 혼다 그레이스
혼다 그레이스는 일본의 자동차 제조사인 혼다 기연 공업에서 2014년부터 2021년까지 제작 및 판매한 소형차이다.

## 상세

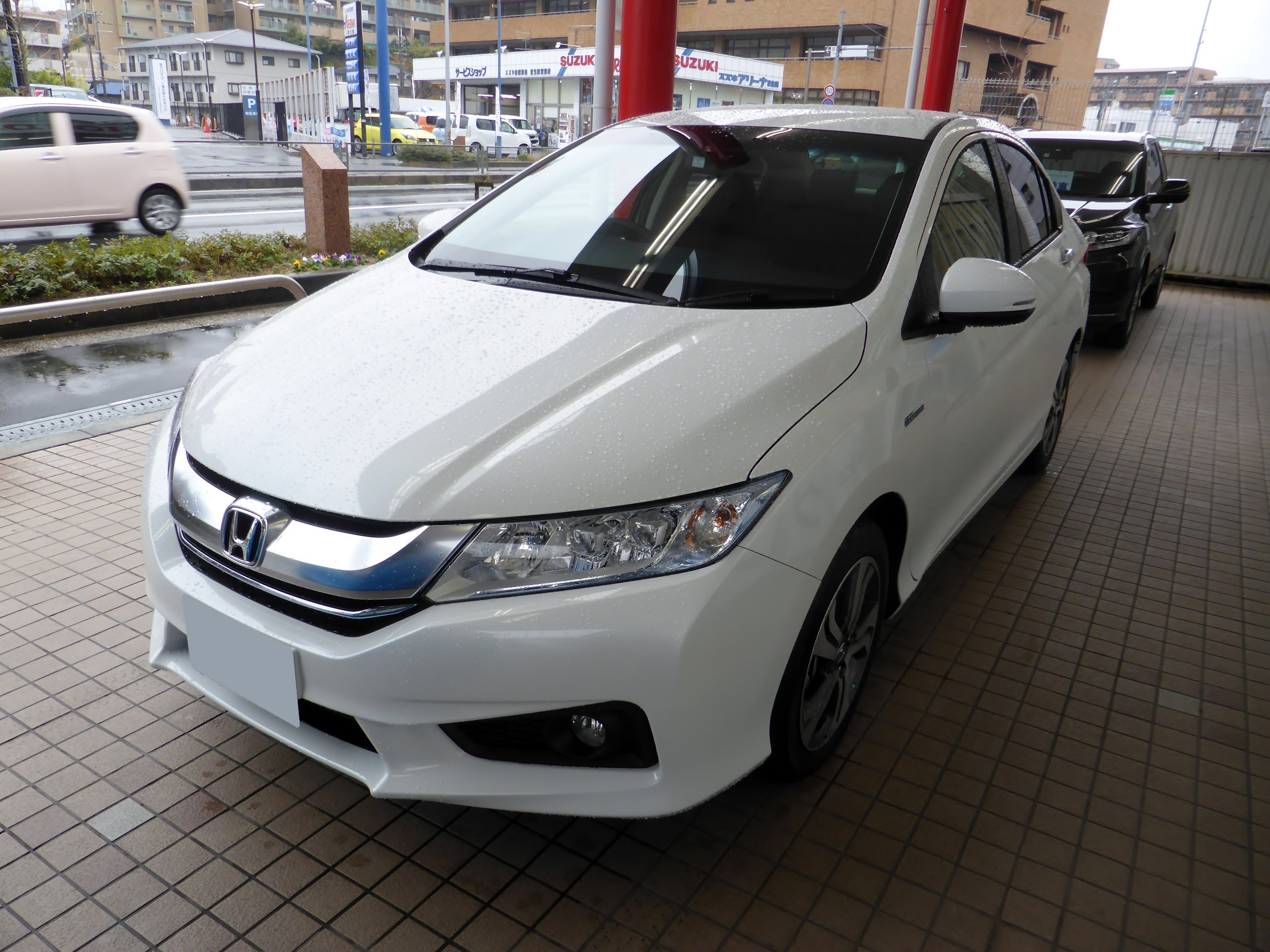
그레이스 전기형 전면부

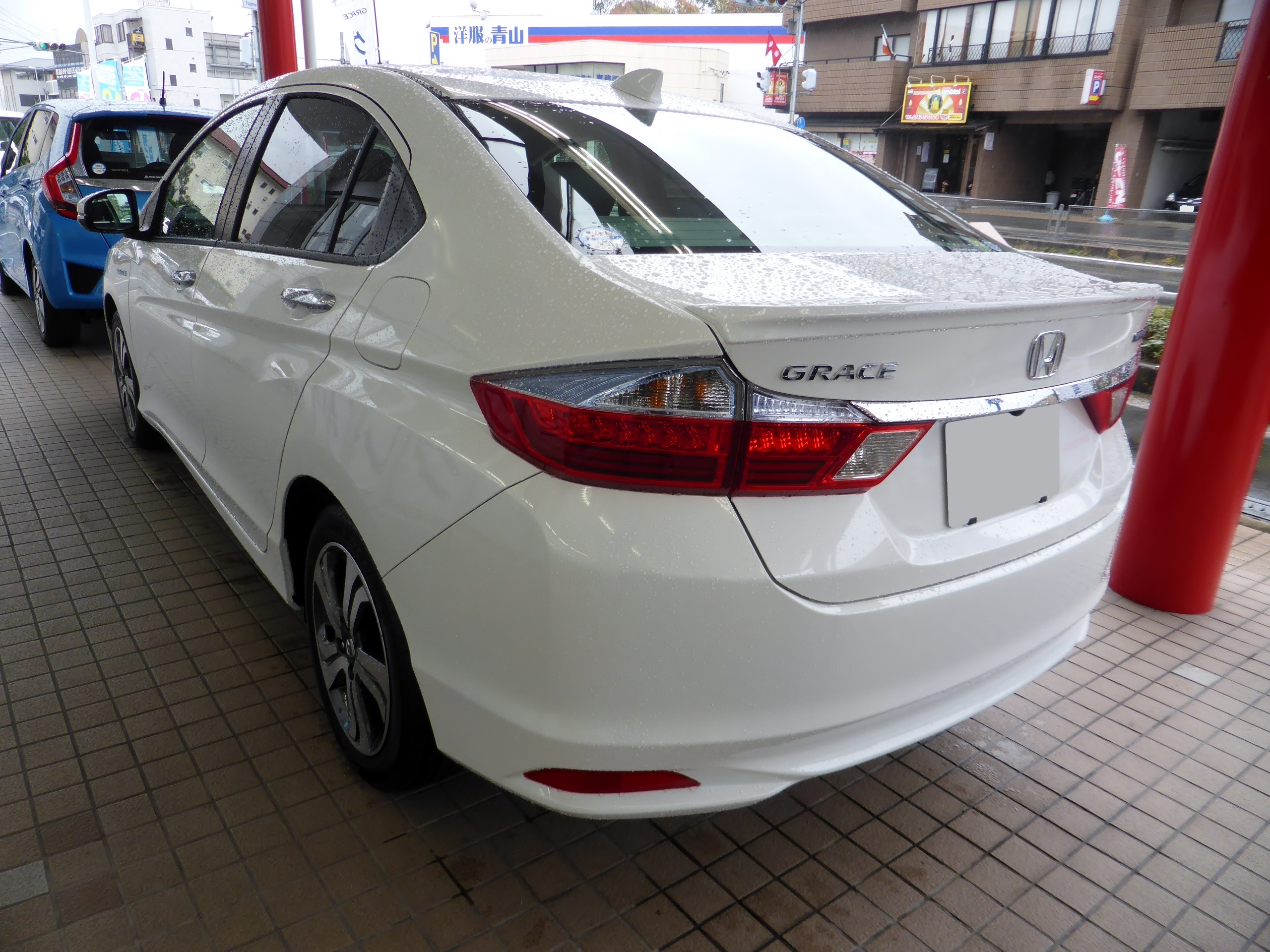
그레이스 전기형 후면부

2014년 10월 31일에 우선 공개되었고, 동년 12월 1일에 정식으로 출시되었다. 피트 아리아 이후 5년만에 다시 출시되는 5넘버 세단이며, 같은 5넘버 하이브리드 카였던 인사이트가 동년 3월에 단종됨에 따라 그 빈자리를 메우는 역할도 한다. 네이밍만 바꾸고 태국산 모델을 역수입했던 피트 아리아와는 달리, 그레이스는 사이타마현의 공장에서 생산하였다. 해외 시장에서는 시티로 판매되고 있으며, 일본보다 1년 이른 2013년에 인도에서 공개되었다. 차량의 컨셉은 컴팩트 세단의 쇄신으로 내세웠고, 컴팩트카가 가지는 연비 성능과 어퍼 미들 클래스 세단이 가지는 넓은 실내와 스타일·질감·주행을 융합시킨 5넘버 세단으로 홍보하였다. 2015년 6월 19일에는 휘발유 사양인 LX를 추가하였고, 7월 16일에는 운전교습용 차량을 선보였다. 2016년 9월 1일에는 특별 사양인 스타일 에디션을 선보였고, 2017년 7월 6일에 마이너체인지를 거쳤다. 그리고 2018년 12월 13일에는 블랙 스타일이라는 특별 사양을 추가하였다. 2020년 7월 10일에 동사의 제이드와 함께 생산이 중단되었고, 한동안 재고 차량만 판매되다 7월 31일에 완전히 단종되었고, 그레이스의 자리는 사실상 4세대 피트가 대체하게 되었다. 1년 뒤인 2021년 7월 31일에는 운전교습용 차량도 단종되었다.

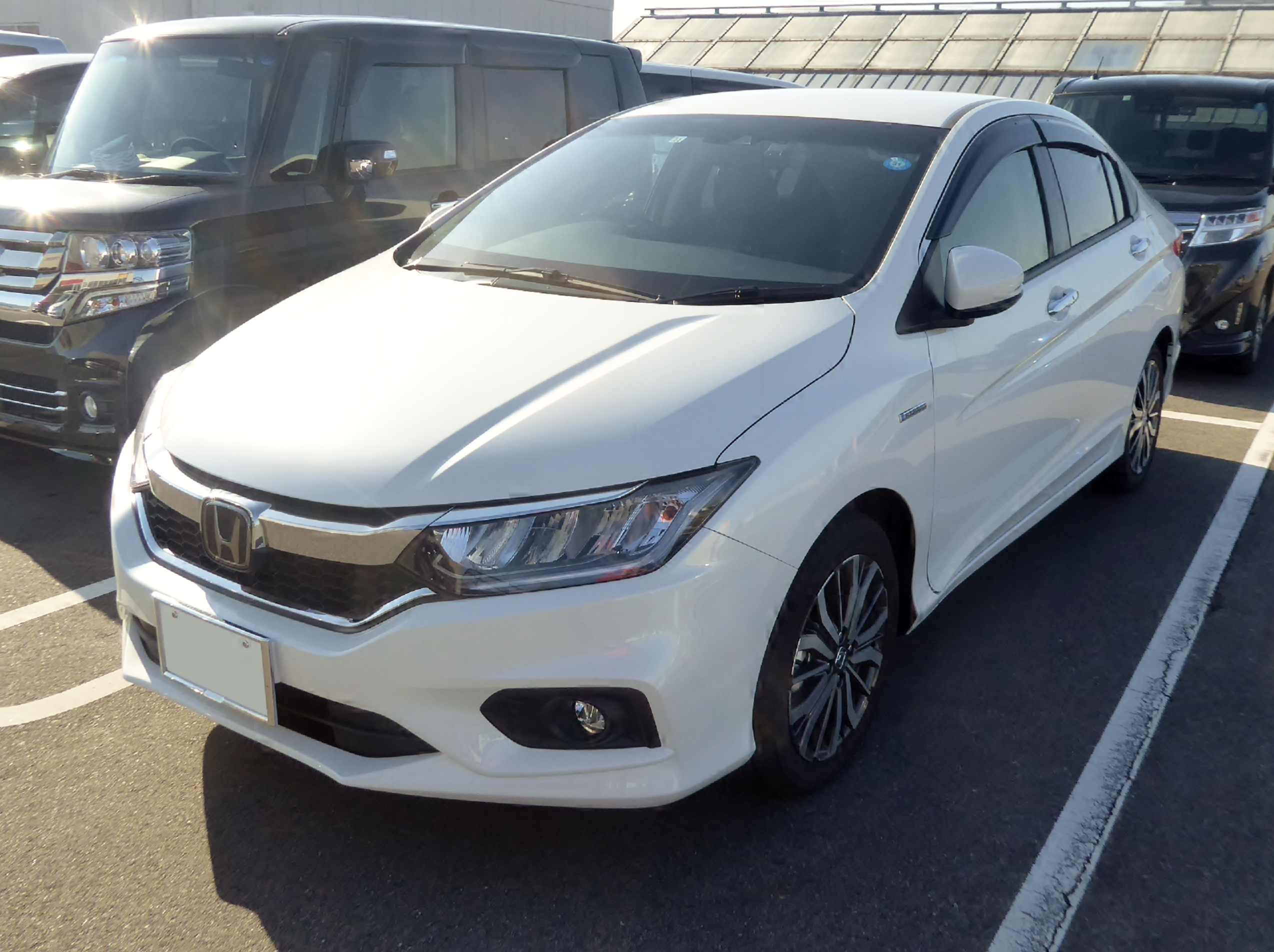
그레이스 후기형 전면부
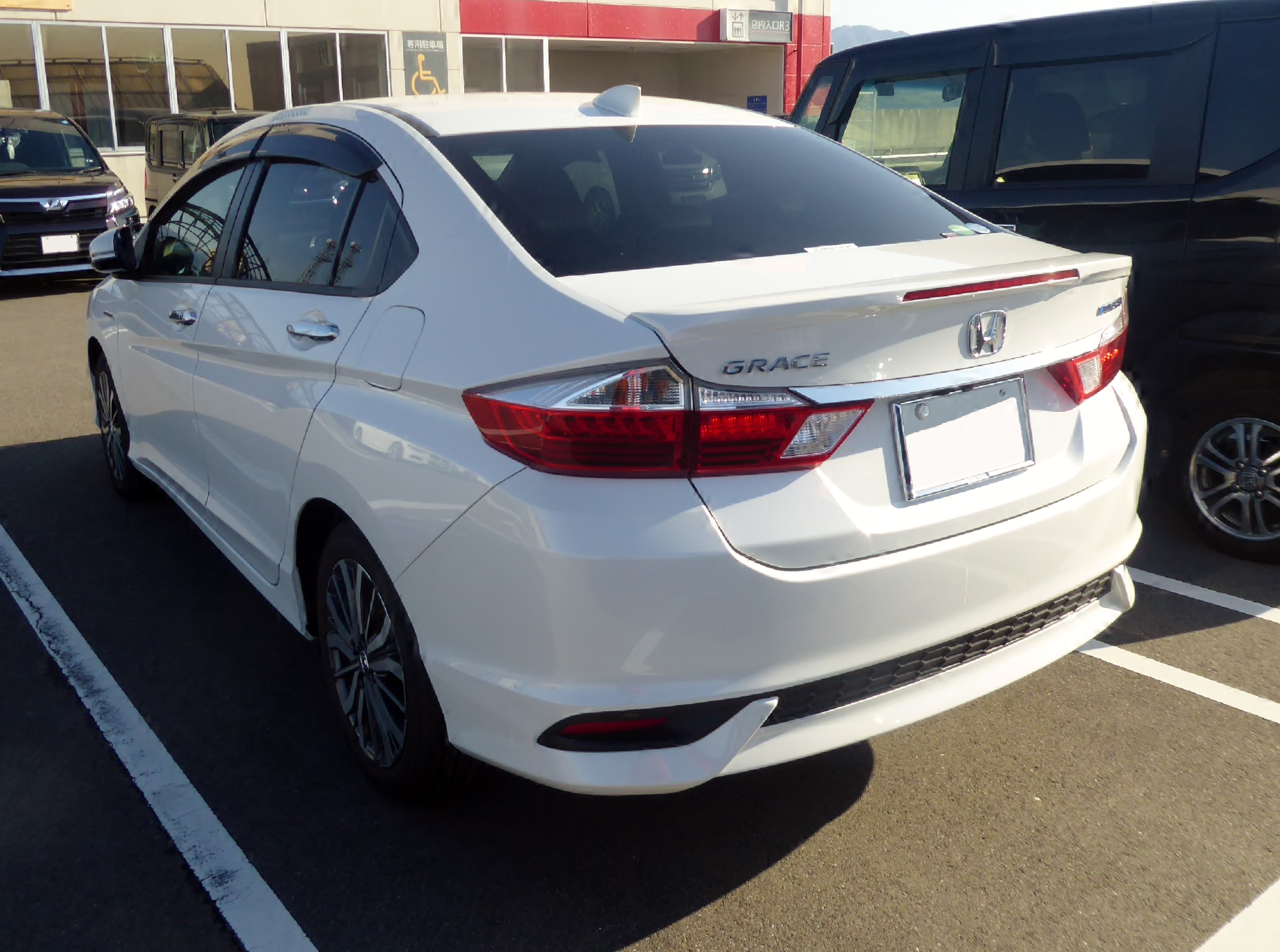
그레이스 후기형 후면부

## 경쟁 차종
- 토요타 - 코롤라 악시오, 바이오스, 야리스
- 닛산 - 라티오
- 마쓰다 - 2
- 미쓰비시 - 미라쥬
- 푸조 - 301